# James J. Jeffries

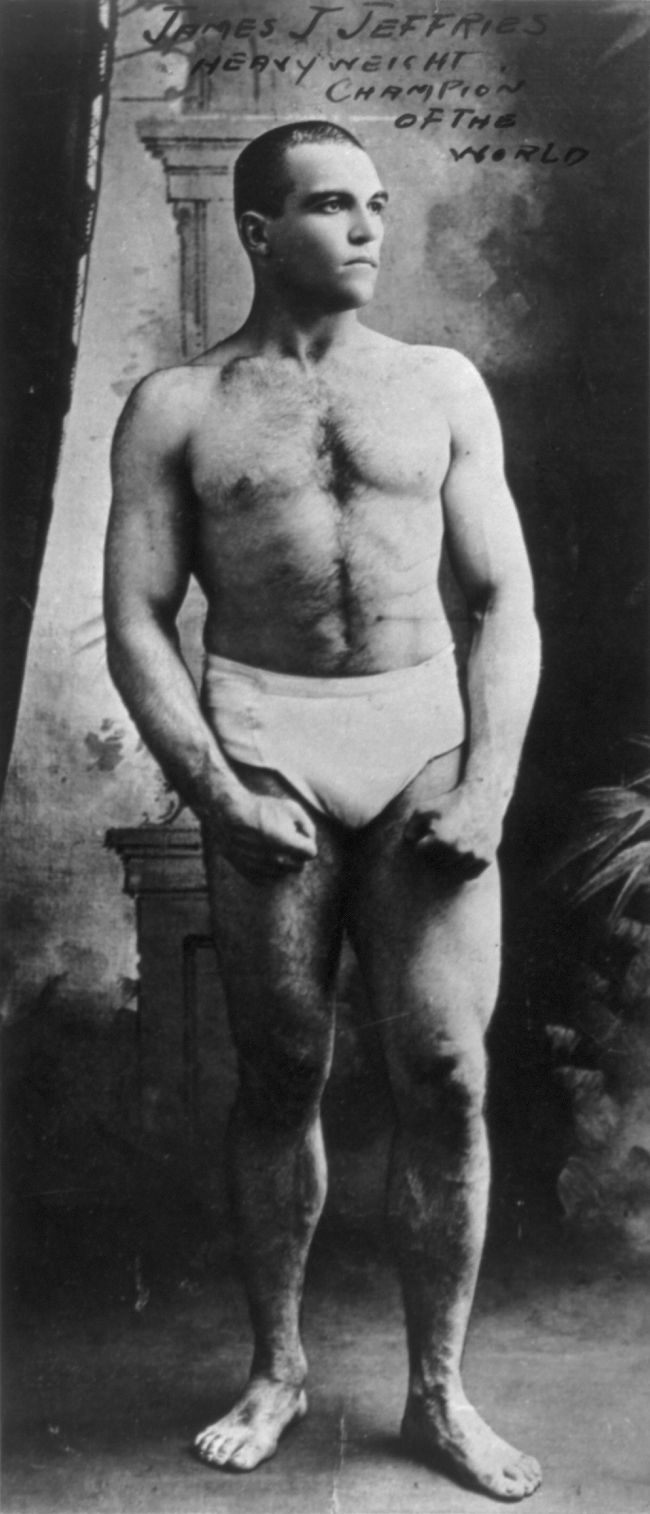
James J. Jeffries

James Jackson Jeffries (Carroll (Ohio), 15 april 1875 – Burbank (Californië), 3 maart 1953) was een Amerikaanse bokser. Hij was wereldkampioen in het zwaargewicht.
Jeffries werd op 9 juni 1899 de wereldkampioen zwaargewicht boksen, nadat hij in Brooklyn de Brit Bob Fitzsimmons had verslagen. Hij kreeg de bijnaam The Boilermaker en ging in 1905 ongeslagen met pensioen.
In 1910 maakte Jeffries een comeback in een poging de titel te veroveren van de toenmalige wereldkampioen, de Afro-Amerikaan Jack Johnson. Aangemoedigd door fans die weer een blanke wereldkampioen wilden, werd hij geafficheerd als The Great White Hope. Jeffries werd in de 15e ronde verslagen middels een technische knock-out, in wat de laatste wedstrijd van zijn carrière zou zijn.